# Триполитания
Триполита́ния (араб. طرابلس‎, Тарабулус; др.-греч. Τρίπολις, Триполис; лат. Tripolitana, Триполитана) — историческая область и бывшая провинция Ливии, Северная Африка. Располагается по побережью от залива Малый Сирт (совр. Габес) до залива Большой Сирт (совр. Сидра) не более 400 км вглубь материка. В древности Триполисом назывался небольшой район трёх городов Лептис Магна, Сабрата и Эя (Эа), в III веке название распространилось на область Сиртика, благодаря римлянам образовавшим здесь свою провинцию.
Сейчас местоположение Триполитании соответствует северо-западу территории современного государства Ливия.
Употребление топонима — с I тыс. до н. э., а в пределах территории соответствующей современной Триполитании — с III века по наши дни. Прежнее название этой области — Сиртика, сохранялось в прибрежной части ещё долгое время. У арабов стала называться Тарабулус.
Примерная площадь — 350 000 км².

## Этимология названия
Название восходит к древнегреческому — Τρίπολις, произошло от древнегреческого τρί-, в сложных словах — три и πόλις — город, в связи с тем, что здесь существовало три главенствующих города, от объединённого названия земель которых — Триполис, и стала называться римлянами вся область — Триполитания.

## История
- историю региона до III в. см. историческая область Сиртика.
- III в. — из римской провинции Африка проконсульская выделяется отдельная провинция Триполитания, в составе Африканского диоцеза префектуры Италия.
- 395 г. — у восточных границ этой области, от залива Большой Сирт и далее на юг прошла граница между Восточной и Западной Римской Империей. Триполитания оказалась в составе последней.
- 435 г. — была захвачена вандалами и аланами, основавшими своё государство западнее (в Карфагенской области).

Арка византийского периода. Триполи.

- 533—534 гг. — Византия захватила Королевство вандалов и аланов, и Триполитания вошла в Африканский экзархат.
- сер. VII в. — успев ненадолго отложиться от Византии вместе с Карфагенской областью, Триполитания попадает под власть арабов, начинается распространение ислама, входит в состав арабской области — Ифрикия.
- нач. XVI в. — была завоевана Испанией.
- 1551 г. — отошла к Османской империи и в административном отношении стала провинцией (вилайетом) Триполи.
- 1711—1835 гг. — здесь правила фактически независимая от Османской империи династия Караманли.

### XX век

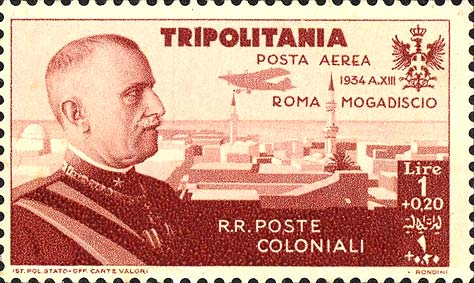
Виктор Эммануил III на почтовой марке Триполитании (1934)

- 3 октября 1911 — 15 декабря 1912 года — после поражения Турции в итало-турецкой войне, область частично отошла Италии, которая предоставила Ливии автономию, но постепенно провела колонизацию. Изначально Триполитания была частью одной итальянской колонии. Вся территория Триполитании оккупирована к концу 20-х гг.[3]
- 1912 — 1919 годы — в составе самостоятельного автономного образования.
- 1919—1923 (?) годы — провозглашена Триполитанская Республика.
- 26 июня 1927 — 3 декабря 1934 года — являлась отдельной колонией Италии.
- 1934 год — снова включена в одну Итальянскую колонию.
- 1939 год — под властью одного итальянского генерал-губернатора, вместе с Киренаикой и Феццаном получили название — Ливия[3].
- во время Второй мировой войны — Ливия была оккупирована силами союзников.
- 5 декабря 1942 — 8 марта 1951 года — под управлением администрации Великобритании.
- 1947 год — Италия отказалась от территориальных притязаний на Ливию.
- 8 марта — 24 декабря 1951 года
- 24 декабря 1951 — 1 сентября 1969 года — Триполитания в составе Ливийского Королевства.
- 1 сентября 1969 — 2 марта 1977 года — в составе Республики Ливия.
- со 2 марта 1977 года — в составе Джамахирии Ливия.

## География и природные условия
Область Триполитания находилась на северо-западе территории соответствующей современному государству Ливия (муниципалитеты Эль-Джифара, Эль-Маргаб, Эн-Нугат-эль-Хумс, Эз-Завия, Бени-Валид, Гарьян, Мисрата, Таджура-ва-Эль-Навахи-Эль-Арба, Тархуна-ва-Масалата, Триполи, Сабрата-ва-Сурман, Яфран-ва-Джаду и частично Сурт).

## Современное административное положение

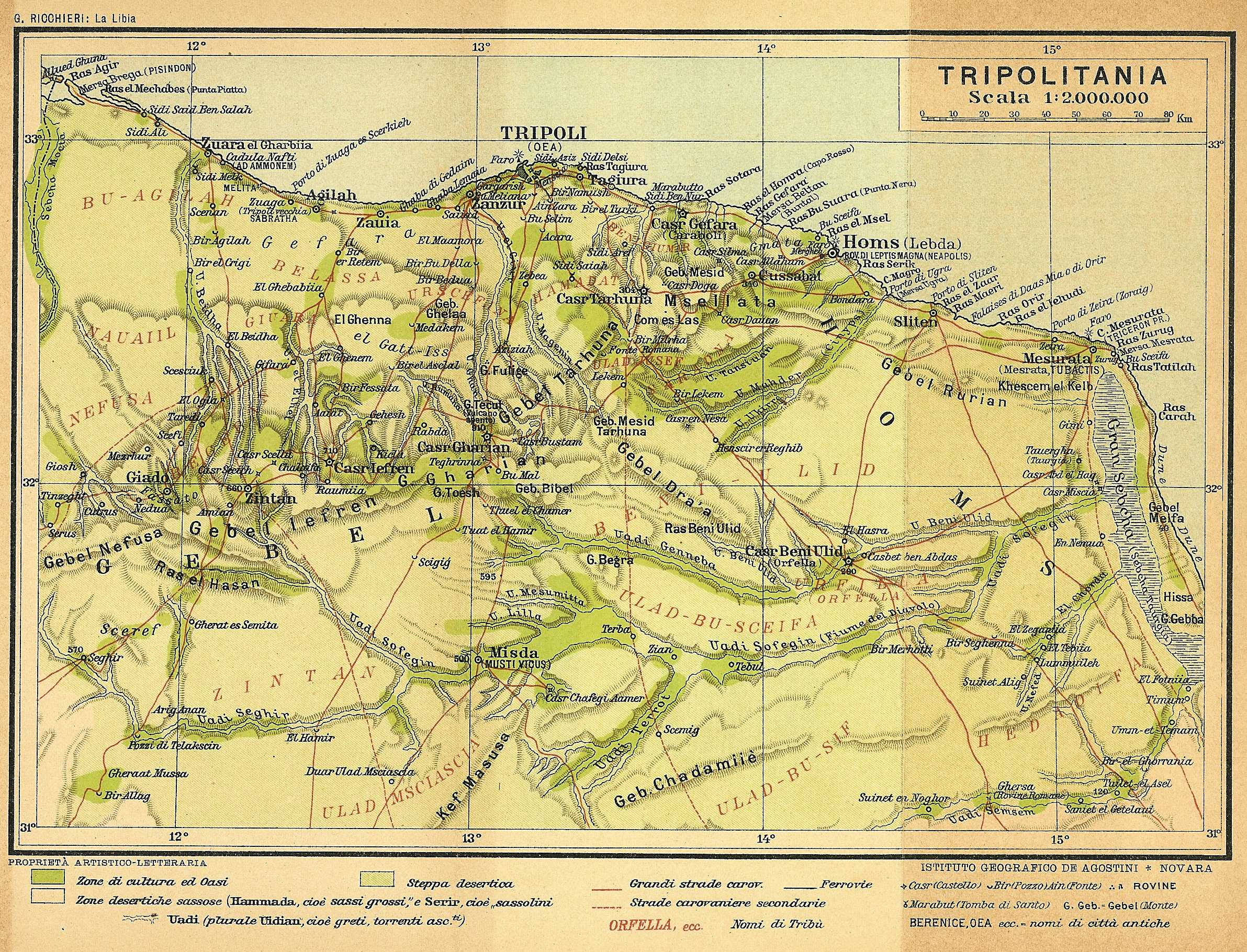
Итальянская карта Триполитании 1913 года

Триполитания была провинцией («мухафаза» или «вилайя») государства Ливия, одна из трёх, наряду с Киренаикой и Феццаном. Система административного деления с тех пор многократно изменялась в пользу более мелкого деления, и, в конце концов, установилась так называемая система шабия. В 1963 году Триполитания, как административная единица, была упразднена, бывшую провинцию разделили на несколько муниципалитетов. Сейчас топоним Триполитания употребляется практически только в историческом контексте.

## Факты
- В Триполитании (в городе Лептисе) родился Септимий Север, римский император (193—211 гг.), основатель династии Северов.
- В XVI веке в Триполитании имел владения Мальтийский орден.
- Одно из первых бомбометаний с аэроплана было осуществлено итальянцами в Триполитании во время итало-турецкой войны. 1 ноября 1911 года лейтенант Гавотти сбросил с аэроплана 4 гранаты на позиции турецких войск.